# Baie du Large
Die Baie du Large (französisch für Offene-See-Bucht) ist eine kleine Bucht im Géologie-Archipel vor der Küste des ostantarktischen Adelielands.
Französische Wissenschaftler benannten sie nach ihrer geografischen Lage.